# Образцов, Дмитрий Васильевич
Дмитрий Васильевич Образцов (1895 — 1919) — участник Белого движения на Юге России, полковник 2-го Марковского полка.

## Биография
Православный. Сын статского советника. Уроженец Екатеринослава.
Среднее образование получил в Екатеринославской 1-й гимназии, по окончании которой в 1913 году поступил в Московский университет на юридический факультет.
С началом Первой мировой войны поступил вольноопределяющимся в 14-й пехотный Олонецкий полк. За боевые отличия был произведен в старшие унтер-офицеры и награжден Георгиевскими крестами 4-й и 3-й степени. 19 июля 1915 года произведен в прапорщики главнокомандующим армиями Юго-Западного фронта (производство утверждено Высочайшим приказом от 5 июля 1916 года). Произведен в подпоручики 28 сентября 1916 года, в поручики — 29 октября того же года, в штабс-капитаны — 8 августа 1917 года. Из наград имел орден Св. Станислава 3-й степени с мечами и бантом.
В конце 1917 года прибыл на Дон в Добровольческую армию. С 3 января 1918 года был зачислен в 3-ю роту 1-го Офицерского батальона, с 9 по 31 января был начальником нестроевой команды того же батальона. Участвовал в 1-м Кубанском походе в составе Офицерского (Марковского) полка. Был ранен в бою под станицей Кореновской 4 марта 1918 года, был ранен и остался в строю 20 апреля того же года. В июле 1918 года был назначен адъютантом 1-го Офицерского (Марковского) полка. Был ранен 20 июля 1918 в бою под Кореновской. В декабре 1918 года — в 6-й роте того же полка. При обороне Донбасса в начале 1919 года вновь состоял полковым адъютантом. В конце февраля 1919 года был назначен командиром 7-й роты. Произведен в капитаны с 14 марта 1919 года. С 7 июля 1919 был назначен командиром 4-го батальона 1-го Марковского полка. С 1 августа 1919 назначен помощником командира вновь сформированного 2-го Марковского полка. После ранения полковника Морозова 11 октября 1919 принял временное командование полком. Убит 2 (15) ноября 1919 года в бою за село Касторное. Посмертно произведен в полковники.

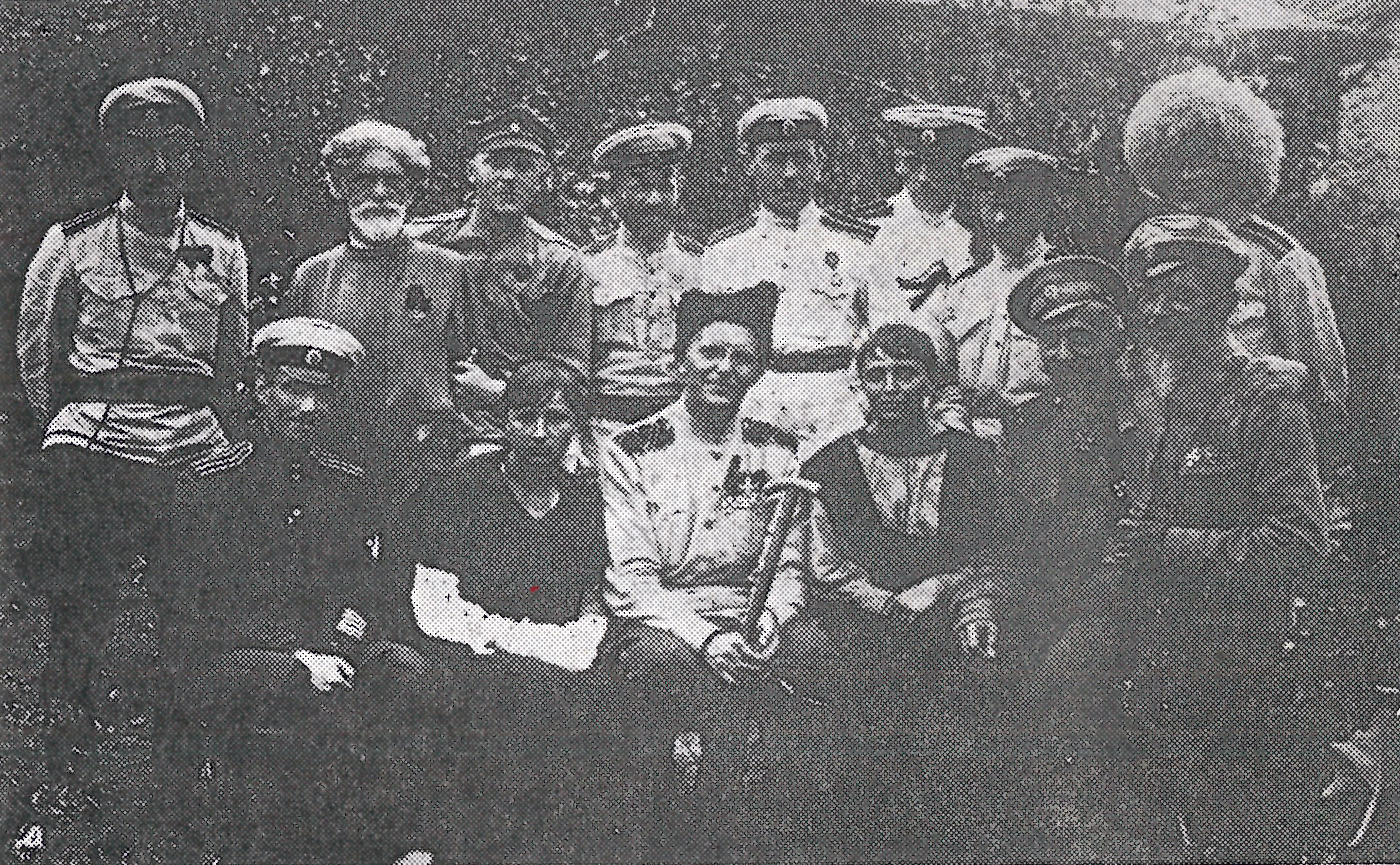
Капитан Образцов — крайний слева

## Награды
- Георгиевский крест 4-й ст. (№ 250260)
- Георгиевский крест 3-й ст. (№ 41763)
- Орден Святого Станислава 3-й ст. с мечами и бантом (ПАФ 24.05.1917)
- Знак 1-го Кубанского (Ледяного) похода